# 桜ケ丘 (仙台市)
桜ケ丘（さくらがおか）は、仙台市青葉区の町丁。郵便番号は981-0961。人口は8,367人、世帯数は4,174世帯（2025年1月1日現在）。現行行政地名は桜ケ丘一丁目から桜ケ丘九丁目。全域で住居表示を実施している。旧仙台市桜ケ丘。
青葉区の北部に位置し、県道大衡仙台線（都市計画道路北四番丁大衡線）が町内を南北に貫く。町域内に仙台市立桜丘小学校、仙台市立桜丘中学校、宮城学院中学校・高等学校、宮城学院女子大学を擁する文教地域である。

## 地理・地質
桜ケ丘の範囲は、西縁と南縁が市道荒巻泉線、東縁が水の森公園の西縁および同園内に所在し七北田川水系高柳川の支流に造られた三共堤（東沢堤）の流入河川、北縁が高柳川の支流に造られた丸田沢堤（西沢堤）の流入河川がつくりだしたV字谷までとしている。
仙台駅から約5.5km北西に位置し、最高点は海抜99m。最高点は桜ヶ丘7丁目バス停西側の高圧鉄線塔が立つ山のあたりと思われる。土地は第三紀層の丘陵地帯を切り崩して造成したため丈夫で地震に強いとされている。団地は西側（桜ケ丘1丁目、5丁目等）が高く、東側（桜ケ丘3丁目）が低い西高東低の地形となっている。
団地内の道路は桜ケ丘7丁目北部、3丁目の東部等の団地境界区域を除いてほぼ東西南北に伸びている。しかし、団地最南部である桜ケ丘1丁目1～5番地ブロックは土地の高低の関係でブロックの北側が崖になっており東西にも道路が伸びていないため、南側からしか入れない地理的に隔離されたブロックとなっている。
このためか桜ケ丘1丁目1～5番地はそのブロックに住んでいる人間か配達員くらいしか立ち入らない。また、桜ケ丘1丁目1～5番地は桜ケ丘団地内で唯一桜丘小学校の学区ではなく仙台市立中山小学校の学区である。

## 沿革
当地は第三紀（約6500万年前から約170万年前）陸地が形成され、約600万～200万年前には針葉樹（スギ科のセコイア類）が生い茂っていた。
8世紀の宮城郡設置により当地も律令体制下に入った。12世紀に源頼朝が平泉の奥州藤原氏を滅ぼした行賞で海道総大将・千葉常胤を勲功第一とし、従軍した5人の子にそれぞれ領地を与えたとき、5男・胤通（後に国分姓）が宮城国分荘三十三郷を賜るが、その中に「荒巻の郷」が含まれた。
江戸時代に当地は仙台藩直轄の狩場または御林（おんはやし）とされたため一般の立ち入りは制限されたが、根白石、実沢、野村、上谷刈等の村と仙台城の城下町とをつなぐ道が通っていた。
明治以降、当地を含む水の森から国見一帯が国有林・民有林として森林が維持されていたが、太平洋戦争中は木炭原木伐採や炭焼き、ガソリン代用品の松根油を採るための松の根掘りが、勤労奉仕や勤労動員により行われた。
現・市道荒巻泉線は中山不動（北緯38度17分44秒 東経140度50分29秒、平田稲荷神社、現・中山6丁目）への参詣路でもあり、三共堤（東沢堤）の流入河川が形成したV字谷沿いには荒巻温泉（北緯38度17分40.6秒 東経140度51分14.6秒、現・仙台フィンランド健康福祉センター、現・水の森3丁目）が開湯し、高度経済成長期の1960年代前半には同線と中山不動への道との分岐部に行楽園（北緯38度17分46.8秒 東経140度50分41秒、現・川平2丁目）も開園するなど、仙台近郊の行楽地として発展した。
1960年代半ばより、当地ではまず春日団地（現・桜ケ丘1丁目）が造成され、1965年（昭和40年）から桜ケ丘団地（その他の桜ケ丘の丁目、東北建設機動株式会社、53.4ha）の造成が始まり、1971年（昭和46年）からは荒巻公苑団地（現・桜ケ丘3丁目、ノースエンタープライズ、26.0ha）が造成された。「桜ケ丘」の名称は、同団地の造成を手がけた東北建設機動株式会社の社長・佐藤善三が1965年（昭和40年）春頃に現・桜丘小学校付近の小高い丘に立って四方を眺めた際、満開の山桜の景観が素晴らしかったことから命名された。
1973年（昭和48年）6月～10月まで、住居表示実施のため地域説明会が数回開催され新町名が議論された。東北建設機動株式会社が桜ケ丘の名称で宅地販売し、それが桜ケ丘団地の通称として定着していたので住民の要望により、3つの団地の新町名は「桜ケ丘」となり、翌1974年（昭和49年）5月1日から実施された。
| 開発名             | 造成主体               | 現在の住所           | 造成時期 （年度） | 面積 (ha) | 計画 （戸） | 位置                 |
| ------------------ | ---------------------- | -------------------- | ----------------- | --------- | ----------- | -------------------- |
| 荒巻字川平         | 恒産企業               | 桜ケ丘1丁目          | 1973-1978         | 03.9      | 058         | 地図 - Google マップ |
| 桜ケ丘             | 宮城県住宅供給公社     | 桜ケ丘1丁目          | 1970              | 011.9     | 0156        | 地図 - Google マップ |
| 春日団地           | （個人）               | 桜ケ丘1丁目          | 1965-1966         | 013.0     | 0325        | 地図 - Google マップ |
| サウスヒルズ桜ケ丘 | ヒロインターナショナル | 桜ケ丘2丁目          | 2004              | 02.9      | 053         | 地図 - Google マップ |
| 桜ケ丘団地         | 東北建設機動           | 桜ケ丘2、4～6、9丁目 | 1965-1971         | 053.4     | 1586        | 地図 - Google マップ |
| 荒巻公苑団地       | ノースエンタープライズ | 桜ケ丘3、4丁目       | 1971-1975         | 026.0     | 0666        | 地図 - Google マップ |
| 川平団地           | 宮城県住宅供給公社     | 桜ケ丘6丁目          | 1970              | 01.7      | 049         | 地図 - Google マップ |
| 青葉台             | 東急不動産             | 桜ケ丘7丁目          | 1972-1973         | 08.8      | 0236        | 地図 - Google マップ |
| 桜ケ丘東           | 大和ハウス工業         | 桜ケ丘7丁目          | 1981-1983         | 04.3      | 059         | 地図 - Google マップ |

- 8丁目（地図 - Google マップ）は、市の施設（仙台市立桜丘中学校、仙台市立桜丘小学校、仙台市桜ヶ丘保育所、桜ケ丘公園）でそのほとんどが占められる。
- 9丁目（地図 - Google マップ）は、宮城学院の敷地。

### 年表
- 1965年（昭和40年）、桜ケ丘団地の造成が開始される。春に造成調査をした東北建設機動株式会社社長・佐藤善三が「桜ケ丘」と名づける。以後、団地で最初の建物が建ち始める。当時の土地と家屋の合計の値段は約200万円前後だったため、20代、30代の購入者が多かった。
- 1965年（昭和40年）～1972年（昭和47年）頃のどこかで約600～200万年前に生息した針葉樹・スギ科のセイコイア類の化石が桜ケ丘団地造成中に発掘される。発掘されたセコイア類は径約1m、長さ約2mで重量は約5トン。セコイア類は火山灰に埋もれ化石になったと考えられる。
- 1967年（昭和42年）4月9日、桜ケ丘団地内の最初の町内会である桜ヶ丘友愛町内会ができる。
- 1968年（昭和43年）11月30日、仙台市営バス桜ケ丘線を臨時免許で運行開始（1971年に乗合免許）。[9]
- 1971年（昭和46年）～1972年（昭和47年）、桜ケ丘6～7丁目が造成される。
- 1973年（昭和48年）
  - 発掘された約600～200万年前のセコイア類の化石が仙台市野草園に運ばれる。
  - 4月1日、団地内最初の公園である桜ヶ丘東公園が開設される。
- 1974年（昭和49年）5月1日、春日団地、桜ケ丘団地、荒巻公苑団地に住居表示が実施され、「荒巻字川平」から「桜ケ丘」に住所が変更された[10][11]。
- 1975年（昭和50年）
  - 4月7日、仙台市立桜丘小学校開校。
  - 7月20日、桜ヶ丘学区連合町内会発足。
- 1976年（昭和51年）4月、桜ヶ丘コミュニティセンター開設。
- 1977年（昭和52年）
  - 4月、桜ケ丘保育所開設。
  - 5月、県営住宅が完成。
  - 8月15日、学区民盆おどり開催。
- 1979年（昭和54年）
  - 4月1日、仙台市立桜丘中学校開校。
  - 8月19日、桜ヶ丘学区民夏祭り開催。以後、毎年の恒例に。
- 1980年（昭和55年）8月、宮城学院新校舎完成。これに伴い宮城学院の幼稚園、中学、高校、大学が東二番町から桜ケ丘9丁目に移転。
- 1983年（昭和58年）10月22日、桜ケ丘5丁目のバス通り沿いの酒屋が桜ケ丘で最初のコンビニエンスストア「セブンイレブン」となりオープン。
- 1986年（昭和61年）
  - 4月1日、仙台北警察署桜ケ丘駐在所開設。
  - 6月28日、桜ヶ丘防犯協会発足。
  - 7月1日、団地内最大の公園である桜ケ丘公園開設。
- 1987年（昭和62年）
  - みやぎ生協桜ヶ丘店オープン。
  - 4月、桜ヶ丘コミュニティセンター改築。
- 1991年（平成3年）11月21日、桜ヶ丘地区サミット開催。以後、恒例に。
- 1997年（平成9年）2月1日、桜丘小学校内にマイスクール桜丘開設。
- 1998年（平成10年）6月1日、桜丘小学校内に桜ケ丘マイスクール児童館開設。
- 2001年（平成13年）～2005年（平成17年）頃、桜ケ丘2丁目の阿部城、ゴルフ練習場跡地が造成され新住宅地ができる。
- 2005年（平成17年）10月30日、桜ヶ丘連合町内会30周年式典開催。
- 2007年（平成19年）7月頃、桜ケ丘1丁目のNHKグラウンドがなくなる。跡地は造成され新住宅地に。
- 2009年（平成21年）6月22日頃、かつて花屋・本屋などが営業していた桜ケ丘郵便局向かいの建物が取り壊される。
- 2010年（平成22年）
  - 3月8日、セブンイレブン桜ケ丘店駐車場隣に駄菓子屋がオープンする。
  - 4月、桜ケ丘7丁目バス停（仙台駅行き等方面）にベンチができる。
  - 4月15日、桜ケ丘7丁目のファミリーレストラン・ミルキーウェイがビッグボーイに変わる。
  - 9月1日午後1時、県道大衡仙台線の荒巻本沢工区が開通[12]。具体的な開通区間は桜ケ丘2丁目～荒巻本沢2丁目。
- 2011年（平成23年）
  - 4月14日午後4時25分頃、桜ケ丘公園東の雑木林で火事が発生。
  - 7月21日午後11時、桜ケ丘5丁目のセブンイレブンが移転のため閉店。
  - 7月22日午前7時、桜ケ丘6丁目1番地（桜ケ丘郵便局向い）に5丁目のセブンイレブンが移転開店。
- 2012年（平成24年）3月24日、県道大衡仙台線の北山工区（北山トンネル）が開通[13]。これにより、県道大衡仙台線の仙台市内区間の全線が開通した。
- 2013年（平成25年）3月15日、桜ケ丘2丁目阿部城跡地に宮城学院女子大学さくら寮が開寮（北緯38度17分48.6秒 東経140度51分11.9秒 / 北緯38.296833度 東経140.853306度）。この日献堂式。「さくら」という名称は桜ケ丘の桜にラテン語"Sacra（神聖な、神に捧げられたもの）"という意味を付け加えたことに由来する[14]。
- 2014年（平成26年）9月11日、ゲリラ豪雨により桜ケ丘1丁目および5丁目で床上・床下浸水が発生[15][16][17][18]。三共堤（東沢堤）の流入河川が形成したV字谷沿いでは、同河川が暗渠化されている水の森3丁目交差点（19時35分まで通行止め[18]）付近が水を堰き止める形になり、上流側の市道荒巻泉線などで数台の車両が水没した。
- 2015年（平成27年）3月15日、桜ケ丘7丁目の書店・ブックセンター湘南が閉店。
- 2017年（平成29年）8月　桜ケ丘3丁目の北四番丁大衡線沿いの医療機関で甚大な被害を出す重大事件が発生。
- 2018年（平成30年）3月19日、桜ヶ丘公園庭球場の改装工事完了[19]。
- 2018年（平成30年）7月頃、桜丘中学校の校庭整備工事完了[20]。仙舗建設が9280万円で工事整備[21]。
- 2018年（平成30年）11月29日午前9時、BRANCH仙台（EAST）がオープン[22]。午前8時30分から施設内特設会場でオープニングセレモニーを開催[23]。
- 2019年（平成31年）3月20日、桜ケ丘８丁目桜ヶ丘野球場角の交差点に歩行者用信号機ができる。
- 2019年（平成31年）4月25日午前10時、BRANCH仙台（WEST）がオープン[24]。
- 2022年（令和4年）1月頃　桜ケ丘ロータリーのスープカレー屋が廃業。
- 2023年（令和5年）1月30日　桜ケ丘ロータリーでコインランドリーが開店[25]。

## 交通

### 道路
桜ケ丘団地内を通る県道は以下の2路線である。
- 宮城県道37号仙台北環状線
- 宮城県道264号大衡仙台線

かつては、桜ケ丘団地と仙台市都心部とを結ぶ道路は、幅員が小さく、特に通勤・通学時間帯における渋滞が顕著であった。しかし、2012年の県道大衡仙台線北山トンネルの開通によって、桜ケ丘団地と仙台市都心部との間の道路アクセスは改善された。

### バス
桜ケ丘団地の公共交通機関は路線バスのみである。
- 仙台市営バス
  - [900][800]桜ヶ丘線（桜ケ丘7丁目 - 仙台駅前）
  - [901]宮城学院線（宮城学院前 - 仙台駅前）
  - [80]桜ヶ丘 - 川内営業所線（桜ケ丘7丁目→川内営業所前）[† 3]
- 宮城交通
  - 宮城学院線（宮城学院前 - 仙台駅前）
  - 宮城大学線（宮城大学前 - 宮城学院前 - 仙台駅前）
  - 泉桜ヶ丘線（地下鉄泉中央駅 - 宮城学院前 - 仙台駅前）

昭和40年代頃は桜ケ丘団地方面への市営バスは本沢3丁目が終点で、桜ケ丘住民は徒歩か東北建設機動会社の送迎バスにのって本沢3丁目まで移動していた。

## 人口
2025年（令和7年）1月1日現在の世帯数と人口は以下の通りである。
| 丁目         | 世帯      | 人口    |
| ------------ | --------- | ------- |
| 桜ケ丘一丁目 | 764世帯   | 1,601人 |
| 桜ケ丘二丁目 | 434世帯   | 854人   |
| 桜ケ丘三丁目 | 582世帯   | 1,119人 |
| 桜ケ丘四丁目 | 469世帯   | 889人   |
| 桜ケ丘五丁目 | 617世帯   | 1,295人 |
| 桜ケ丘六丁目 | 631世帯   | 1,247人 |
| 桜ケ丘七丁目 | 677世帯   | 1,362人 |
| 桜ケ丘九丁目 | 0世帯     | 0人     |
| 計           | 4,174世帯 | 8,367人 |

桜ケ丘団地（桜ケ丘一丁目～桜ケ丘九丁目）の人口・世帯数、桜丘中学校の在籍生徒数を示す。1965年（昭和40年）は住所がまだ「荒巻字川平」だったのでその住所の数値を示した。人口、桜丘中在籍者とも初年度、過去最大規模、近年の3つの年のものを示した。
- 年別人口
  - 1965年（昭和40年）　総人口 679人（男 322人　女 357人）、世帯数 172 ※ 住所は荒巻字川平
  - 1985年（昭和60年）　総人口 10350人（男 4856人　女 5494人）、世帯数 3472
  - 2000年（平成12年）　総人口 9245人（男 4217人　女 5028人）、世帯数 3882

- 桜丘中学校の生徒数
  - 1979年（昭和54年）  449人
  - 1987年（昭和62年）  916人 ※過去最大
  - 2004年（平成16年）  345人

桜ケ丘団地は造成当初の1965年（昭和40年）頃の入居者が20～30代の若い世代だったために人口は年々増加し、1985年（昭和60年）頃にピークを迎えた。以後は人口が減少に転じ、桜丘中学校の生徒数の減少に見られるような、少子高齢化の傾向を示すようになった。2000年代には阿部城・ゴルフ練習場跡地、およびNHKグラウンド跡地の再開発により新たな住宅地の開発が行われたため、多少若い世代の流入が見られた。
また、団地内に宮城学院女子大学が立地しているため、同大学の学生も多く住んでいる。

### 桜ケ丘八丁目・桜ケ丘九丁目
桜ケ丘八丁目は桜丘小学校・中学校および桜ケ丘公園、また桜ケ丘九丁目は宮城学院のキャンパスが大部分を占めている。住民は、学生寮の入居者など、宮城学院の関係者のみである。宮城学院は女子校であるが、1985年に男性の桜ケ丘九丁目住民2名が記録されている。

## 公共施設・学校
- 桜ヶ丘コミュニティセンター
- 桜ケ丘保育所
- 仙台市立桜丘小学校
- 仙台市立桜丘中学校
- 宮城学院幼稚園、中学校、高校、大学

桜ヶ丘学区連合町内会は、春日団地町内会、桜ヶ丘ハイツ町内会、桜ヶ丘東町内会、公苑団地町内会、桜ヶ丘町内会、桜ヶ丘西町内会、桜ヶ丘友愛町内会、桜ヶ丘中央町内会、桜ヶ丘六丁目町内会、桜ヶ丘七丁目町内会、桜ヶ丘青葉台町内会、川平さつき町内会、行楽園町内会、県営桜ヶ丘住宅自治会、コープ野村桜ヶ丘自治会の15町内会、4,095世帯で構成される（2009年6月1日現在）。
上記のように団地内に宮城学院中学校・高校・大学が立地するほか、桜ケ丘団地に隣接して仙台大学附属明成高等学校、宮城県泉館山高等学校が立地する。このため桜ケ丘団地は学校や学生の多い文教地域となっている。

## 町内会
| 町内会名             | 地域                                        | 設立時期       | 班数 | 世帯数  | 集会所                                                     |
| -------------------- | ------------------------------------------- | -------------- | ---- | ------- | ---------------------------------------------------------- |
| 桜ヶ丘友愛町内会     | 桜ケ丘5丁目36番あたり                       | 1967年4月9日   | 11班 | 146世帯 | 宮城県仙台市青葉区桜ケ丘5丁目36番19号 地図 - Google マップ |
| 春日団地町内会       | 桜ケ丘1丁目42番あたり                       | 1968年4月9日   | 19班 | 480世帯 | 宮城県仙台市青葉区桜ケ丘5丁目35番12号 地図 - Google マップ |
| 桜ヶ丘町内会         | 桜ケ丘6丁目1～10番あたり                    | 1968年4月1日   | 25班 | 335世帯 | 不明                                                       |
| 桜ヶ丘中央町内会     | 桜ケ丘6丁目24番あたり                       | 1968年4月1日   | 33班 | 313世帯 | 不明                                                       |
| 桜ヶ丘東町内会       | 桜ケ丘3丁目5番あたり                        | 1971年4月1日   | 15班 | 290世帯 | 宮城県仙台市青葉区桜ケ丘3丁目5番5号 地図 - Google マップ   |
| 行楽園町内会         | 川平2丁目5番、9番あたり                     | 1971年12月19日 | 7班  | 96世帯  | 不明                                                       |
| 桜ヶ丘ハイツ町内会   | 桜ケ丘2丁目14番あたり                       | 1973年4月1日   | 8班  | 77世帯  | 宮城県仙台市青葉区桜ケ丘2丁目14番1号 地図 - Google マップ  |
| 川平さつき町内会     | 川平2丁目23番あたり                         | 1973年7月1日   | 13班 | 469世帯 | 宮城県仙台市青葉区川平2丁目23番14号 地図 - Google マップ   |
| 公苑団地町内会       | 桜ケ丘3丁目39番あたり 桜ケ丘4丁目11番あたり | 1973年4月22日  | 16班 | 264世帯 | 不明                                                       |
| 桜ヶ丘六丁目町内会   | 桜ケ丘6丁目33番あたり                       | 1974年5月1日   | 10班 | 146世帯 | 不明                                                       |
| 桜ヶ丘七丁目町内会   | 桜ケ丘7丁目1～21番あたり                    | 1974年5月1日   | 12班 | 210世帯 | 宮城県仙台市青葉区桜ケ丘7丁目2番1号 地図 - Google マップ   |
| 青葉台町内会         | 桜ケ丘7丁目22～36番あたり （青葉台地区）    | 1976年5月      | 22班 | 340世帯 | 宮城県仙台市青葉区桜ケ丘7丁目34番18号 地図 - Google マップ |
| 県営桜ヶ丘住宅自治会 | 桜ケ丘1丁目26、27番 （県営桜ケ丘住宅地区）  | 1977年4月1日   | 13班 | 165世帯 | 宮城県仙台市青葉区桜ケ丘1丁目27番 地図 - Google マップ     |
| コープ野村自治会     | 桜ケ丘2丁目17番 （コープ野村桜ケ丘地区）    | 1984年4月1日   | 18班 | 133世帯 | 不明                                                       |
| 桜ヶ丘西町内会       | 桜ケ丘5丁目14番あたり                       | 1984年4月      | 26班 | 350世帯 | 不明                                                       |

桜ケ丘1丁目1番9号に荒巻川平集会所があるが、これは中山学区連合町内会に属する荒巻川平町内会の集会所である。桜ケ丘1丁目1～5番は中山小学校学区のため。

## 公園・野球場・テニス場
| 施設名                                                    | 開設時期      | 場所                                                       | 桜の本数・種類等                                                                                     |
| --------------------------------------------------------- | ------------- | ---------------------------------------------------------- | --- |
| 桜ケ丘東公園                                              | 1973年4月1日  | 宮城県仙台市青葉区桜ケ丘3丁目30番5号 地図 - Google マップ  | 桜 6本                                                                                               |
| 青葉台公園                                                | 1975年6月25日 | 宮城県仙台市青葉区桜ケ丘7丁目34番18号 地図 - Google マップ | 桜 10本                                                                                              |
| 桜ケ丘二丁目公園                                          | 1976年4月1日  | 宮城県仙台市青葉区桜ケ丘2丁目8番16号 地図 - Google マップ  | 桜 2本                                                                                               |
| 桜ケ丘一丁目公園                                          | 1976年6月23日 | 宮城県仙台市青葉区桜ケ丘1丁目1番9号 地図 - Google マップ   | 桜 3本                                                                                               |
| 桜ケ丘三丁目公園                                          | 1976年6月23日 | 宮城県仙台市青葉区桜ケ丘3丁目38番13号 地図 - Google マップ | サトザクラ 6本                                                                                       |
| 桜ケ丘五丁目公園                                          | 1976年6月23日 | 宮城県仙台市青葉区桜ケ丘5丁目35番12号 地図 - Google マップ | 桜 なし                                                                                              |
| 桜ケ丘四丁目公園                                          | 1977年4月1日  | 宮城県仙台市青葉区桜ケ丘4丁目12番16号 地図 - Google マップ | 桜 16本                                                                                              |
| 県営桜ケ丘住宅公園                                        | 1977年5月頃   | 宮城県仙台市青葉区桜ケ丘1丁目27番 地図 - Google マップ     | 不明                                                                                                 |
| 桜ケ丘七丁目公園                                          | 1978年4月1日  | 宮城県仙台市青葉区桜ケ丘7丁目5番16号 地図 - Google マップ  | サトザクラ 10本                                                                                      |
| 桜ケ丘六丁目公園                                          | 1980年2月1日  | 宮城県仙台市青葉区桜ケ丘6丁目22番17号 地図 - Google マップ | サトザクラ 9本                                                                                       |
| 桜ケ丘六丁目南公園                                        | 1982年2月1日  | 宮城県仙台市青葉区桜ケ丘6丁目9番1号 地図 - Google マップ   | サトザクラ なし                                                                                      |
| 桜ケ丘七丁目緑地 （雑木林のある崖地で、実質公園でない。） | 1984年3月31日 | 宮城県仙台市青葉区桜ケ丘7丁目18番 地図 - Google マップ     | 雑木林の中に一部桜あり                                                                               |
| 桜ケ丘公園                                                | 1986年7月1日  | 宮城県仙台市青葉区桜ケ丘8丁目 地図 - Google マップ         | サトザクラ 67本 大島桜 22本 染井吉野 77本 エゾヤマザクラ 32本 八重桜 3本 ヤマザクラ 51本 枝垂桜 22本 |
| 桜ケ丘七丁目北公園                                        | 1990年6月1日  | 宮城県仙台市青葉区桜ケ丘7丁目15番20号 地図 - Google マップ | サトザクラ 3本                                                                                       |
| 桜ケ丘二丁目南公園                                        | 2004年頃      | 宮城県仙台市青葉区桜ケ丘2丁目16番10号 地図 - Google マップ | 不明                                                                                                 |
| 春日団地公園                                              | 2009年7月頃   | 宮城県仙台市青葉区桜ケ丘1丁目21番19号 地図 - Google マップ | 不明                                                                                                 |
| 桜ヶ丘公園野球場                                          | 不明          | 宮城県仙台市青葉区桜ケ丘8丁目2番1号 地図 - Google マップ   | なし                                                                                                 |
| 桜ヶ丘公園庭球場                                          | 1986年7月頃   | 宮城県仙台市青葉区桜ケ丘8丁目2番1号 地図 - Google マップ   | なし                                                                                                 |

## 商業施設

### 桜ヶ丘商店街
桜ケ丘入り口～桜ケ丘ロータリー～桜ケ丘駐在所のバス通り沿いに立地する桜ケ丘団地で最も古い商店街。最も古い店は1965～1975年頃に開店したと思われるが、桜ケ丘商店会は1977年（昭和52年）に結成された。
現在は、薬局、すし屋、中華料理屋、居酒屋、仙台銀行桜ヶ丘支店、パン屋、桜ケ丘郵便局、自転車屋、美容室、電気屋、コインランドリー、セブンイレブンがある。セブンイレブンは桜ケ丘唯一のコンビニで宮城学院や仙台大明成高校の学生もよく訪れる。建物は30年以上使用しているところが多いため古いところが多い。
1977年（昭和52年）の荒巻セントラルプラザ開店、1987年（昭和62年）のみやぎ生協桜ヶ丘店開店、北環状線開通による桜ケ丘北部商業地域の新興などによって競争が厳しくなり、シャッターがおり閉店した店も目立つ。

### 桜ケ丘北部商業地域
桜ケ丘団地最北部の、北環状線沿いに立地する商業地域。2018年11月29日からBRANCH仙台が営業。2015年（平成27年）の始めまではファミリーレストランのビッグボーイや書店のブックセンター湘南などが立地し、宮城学院、泉館山高等学校の学生をはじめ多くの利用客がいた。特にブックセンター湘南は2階の漫画部が充実していて、人気の書店であった。
再開発工事の開始以前に立地していた商業施設は以下の通りである。過去には、家電量販店やスーパーマーケットが立地していた時期もある。
- 桜ケ丘地区
  - ビッグボーイ（ファミリーレストラン）、ブックセンター湘南（書店）、イタリア料理店、銘品店
- 長命ケ丘地区（泉区）
  - イトマンスイミングスクール、ケンタッキーフライドチキン、ゲームソフトショップ、古物商、LAWSON（100円ショップ）、お好み焼き店、ラーメン店、喫茶店

### みやぎ生協桜ヶ丘店
1987年（昭和62年）にオープンしたみやぎ生協のスーパーマーケットであり、桜ケ丘団地最大の商業施設である。食料品のほか、衣料品の販売も行ってる。

## 名所
かつてみやぎ生協桜ケ丘店西隣の丘の上に城の形をした鉄筋づくり3階建ての住居があり、居住者の名をとって通称「阿部城」と呼ばれていた。阿部城は北四番丁大衡線など交通量の多い道路からもよく見えるため、付近を通る人々から桜ケ丘は城（正確には城型住居）を持つ団地として珍しがられた。
阿部城の所有者であった阿部勝治はかつての桜ケ丘1丁目～7丁目一帯の所有者で、桜ケ丘団地造成に伴う土地売却の利益で阿部城を建設したとされる。しかし事業の失敗により阿部城は手放され、長い間廃墟となっていた。また阿部城地域への立ち入りも不可だった。2001年~2005年頃に阿部城は西隣のゴルフ練習場とともに取り壊され、跡地は住宅地として再開発された。
また、団地中央部にはラウンドアバウトが存在し、「桜ケ丘ロータリー」と呼ばれている。中央島に桜の木が一本立ったこのラウンドアバウトは、団地のランドマークとしての役割を果たしている。2014年の改正道路交通法の施行により、「桜ケ丘ロータリー」は法律上の環状交差点として運用されている。

## 著名出身者
- 天笠慶子（日本画家）[34][35]
- 斉藤たつお（元仙台市議会議員）
- 日下光（元プロバスケットボール選手）